# Phare du cap Fréhel
Le phare du cap Fréhel est un phare maritime des Côtes-d'Armor (France). Le phare actuel, construit de 1946 à 1950 sur la pointe du cap Fréhel, à près de 70 m au-dessus des flots, succède à deux constructions plus anciennes implantées sur les mêmes lieux. Il éclaire et sécurise fortement le passage de la baie de Saint-Brieuc vers la rade de Saint-Malo très difficile d'accès car battue par les vents. Le phare fait l’objet d’un classement au titre des monuments historiques par arrêté du 23 mai 2011.
Le Cap Fréhel a été le dernier phare gardé de France. Le gardien Henri Richard, dernier représentant de la profession en activité, en poste à cet endroit depuis 1993, est parti à la retraite le premier septembre 2019. Le phare est depuis inhabité.

## Historique

### Le premier phare ou phare Vauban

#### Construction du premier phare
En mai 1694, Vauban inspecte les côtes nord de Bretagne et propose l'édification d'une tour pour avertir des attaques de la flotte anglaise. À cette époque, le commissaire général des fortifications de Louis XIV a déjà fait construire plusieurs phares (le phare du Stiff à Ouessant, le phare des Baleines sur l'île de Ré, le phare de Chassiron à Oléron).
L'ingénieur Siméon Garangeau reprend les plans du phare du Stiff pour construire ce premier phare allumé en 1702 (mais uniquement les mois d'hiver).

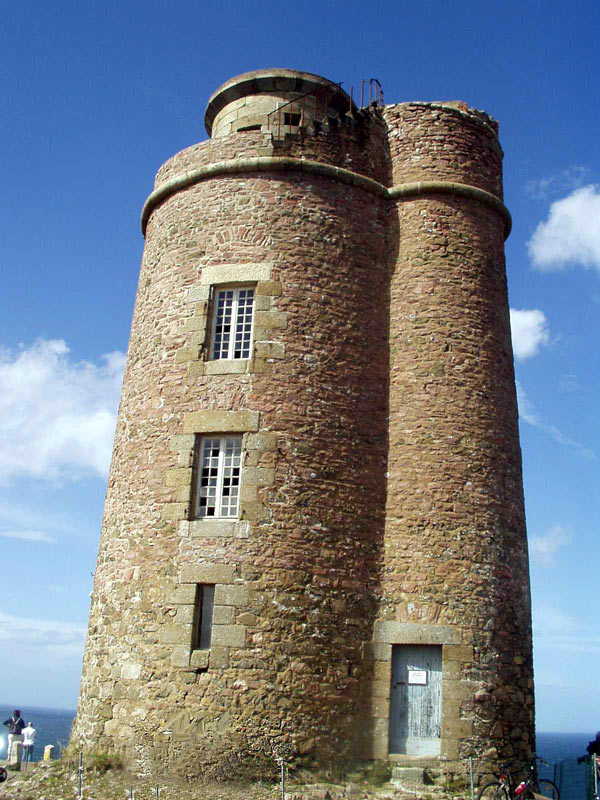
Premier phare de Fréhel.

#### Caractéristiques du premier phare
- Construction : 1701-1702
- Allumage : novembre 1702
- Hauteur : 15 m
- Description : tour cylindrique accolée à une tourelle demi cylindrique en pierre maçonnée
- Ingénieur : Siméon Garangeau
- Entreprise : Gilles Martin Frémery
- Coût : 6 890 livres

#### Histoire du premier phare
De 1702 à 1774, l'éclairage est au charbon à l'air libre.
En 1717, la marine ordonne l'allumage du feu toute l'année. Les dépenses liées à cet allumage sont financées par une taxe, payée par les navires entrant dans les ports qui se situent entre le cap Fréhel et Regnéville.
En 1774, pour remplacer le brasier, sont mis en place des réverbères sphériques de Tourtille-Sangrain à 60 becs sur trois rangs superposés ; le combustible est de l'huile végétale. Placé dans une lanterne, ce système devient rotatif en 1821, et il s'agit de réverbères à 8 réflecteurs paraboliques de Bordier-Marcet, donnant en outre un éclat long toutes les 135 secondes. La portée du feu passe de 15 à 21 milles.

### Le deuxième phare

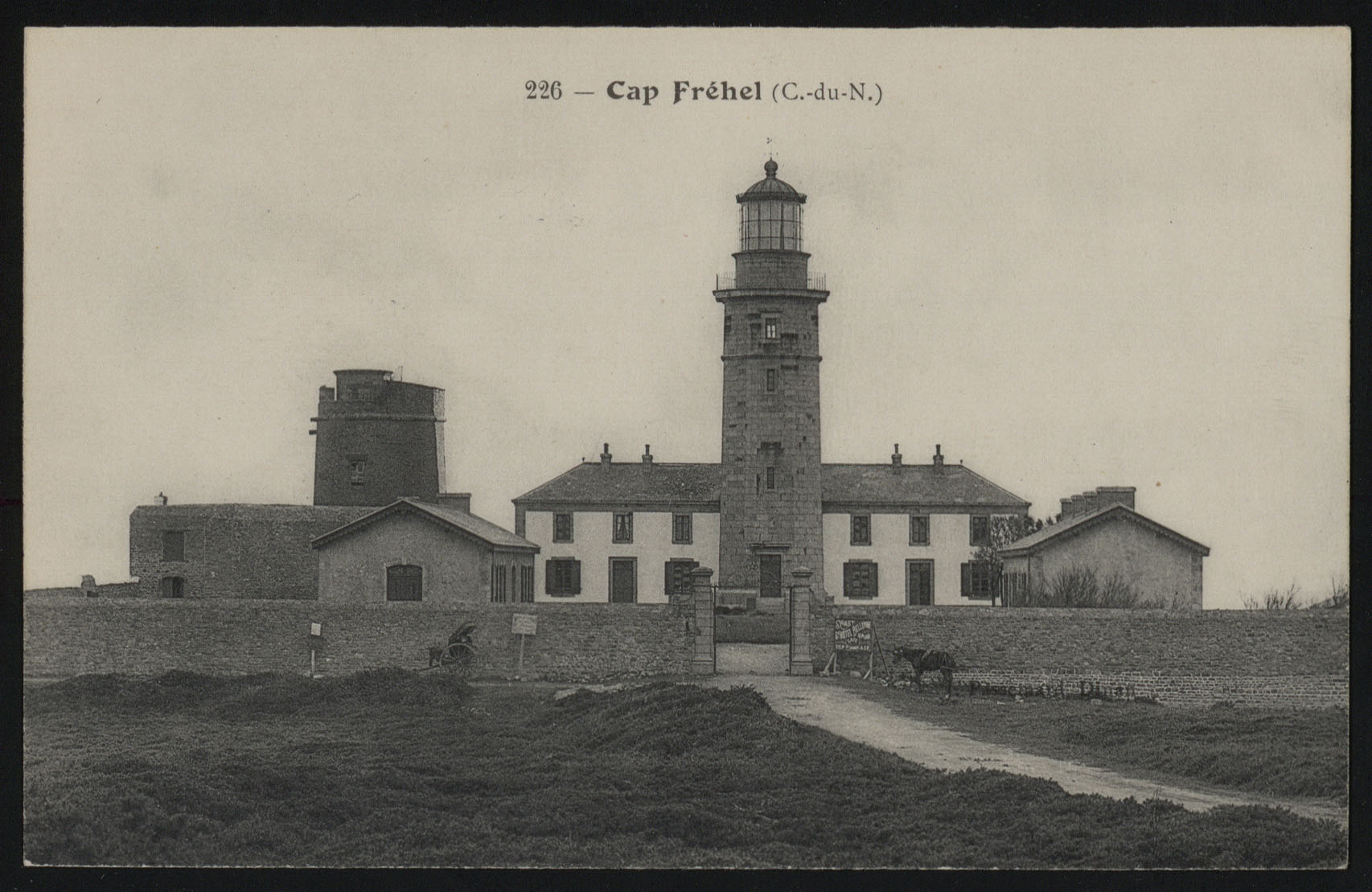
Le deuxième phare au début du XXe siècle.

#### Construction du deuxième phare
Vers 1840, Léonce Reynaud, devant l'état de l'édifice, envisage de construire une nouvelle tour octogonale de 22 m de haut pouvant supporter une optique de Fresnel.
La portée du feu passe à 25 milles.

#### Caractéristiques du deuxième phare
- Construction : 1845-1847
- Allumage : 1er mai 1847
- Hauteur au-dessus de la mer : 79 m
- Hauteur : 22 m
- Description : tour octogonale en maçonnerie de pierre de taille centrée à la façade d'un bâtiment rectangulaire.
- Ingénieurs : Boucher et Méquin
- Architecte : Léonce Reynaud
- Entreprise : Ramard et Mercier
- Coût : 85 000 francs

#### Histoire du deuxième phare
Le 1er mai 1847, un feu de 1er ordre à éclat long blanc toutes les 30 secondes est mis en fonctionnement, avec une optique de François Soleil à 16 demi-lentilles. En 1875, l'éclairage passe à l'huile minérale. Les projets d'électrification de 1880 sont abandonnés par une décision ministérielle du 23 juillet 1886. Le 15 juin 1903, est installé un feu à deux éclats blancs toutes les 10 secondes. L'optique est de 0,70 m de focale à quatre panneaux. L'éclairage fonctionne alors aux vapeurs de pétrole.
Pendant la Seconde Guerre mondiale, le phare sert de poste d'observation pour l'armée allemande qui dynamite l'édifice le 11 août 1944. Seule la vieille tour Vauban reste debout et supporte un feu provisoire jusqu'en 1950.

### Le troisième phare ou phare actuel

#### Construction du troisième phare
Le deuxième phare ayant été détruit par l'occupant allemand avant de quitter les lieux, la construction d'un nouveau phare commence en 1946.
Les travaux de reconstruction du phare sont conduits par monsieur Jean Boyet, ingénieur TPE, responsable de la subdivision de Matignon, sur les plans de l'architecte malouin Yves Hémar, dont ce fut le dernier grand chantier.
L'électrification par le réseau de distribution est faite simultanément. L'allumage du feu a lieu le 1er juillet 1950.

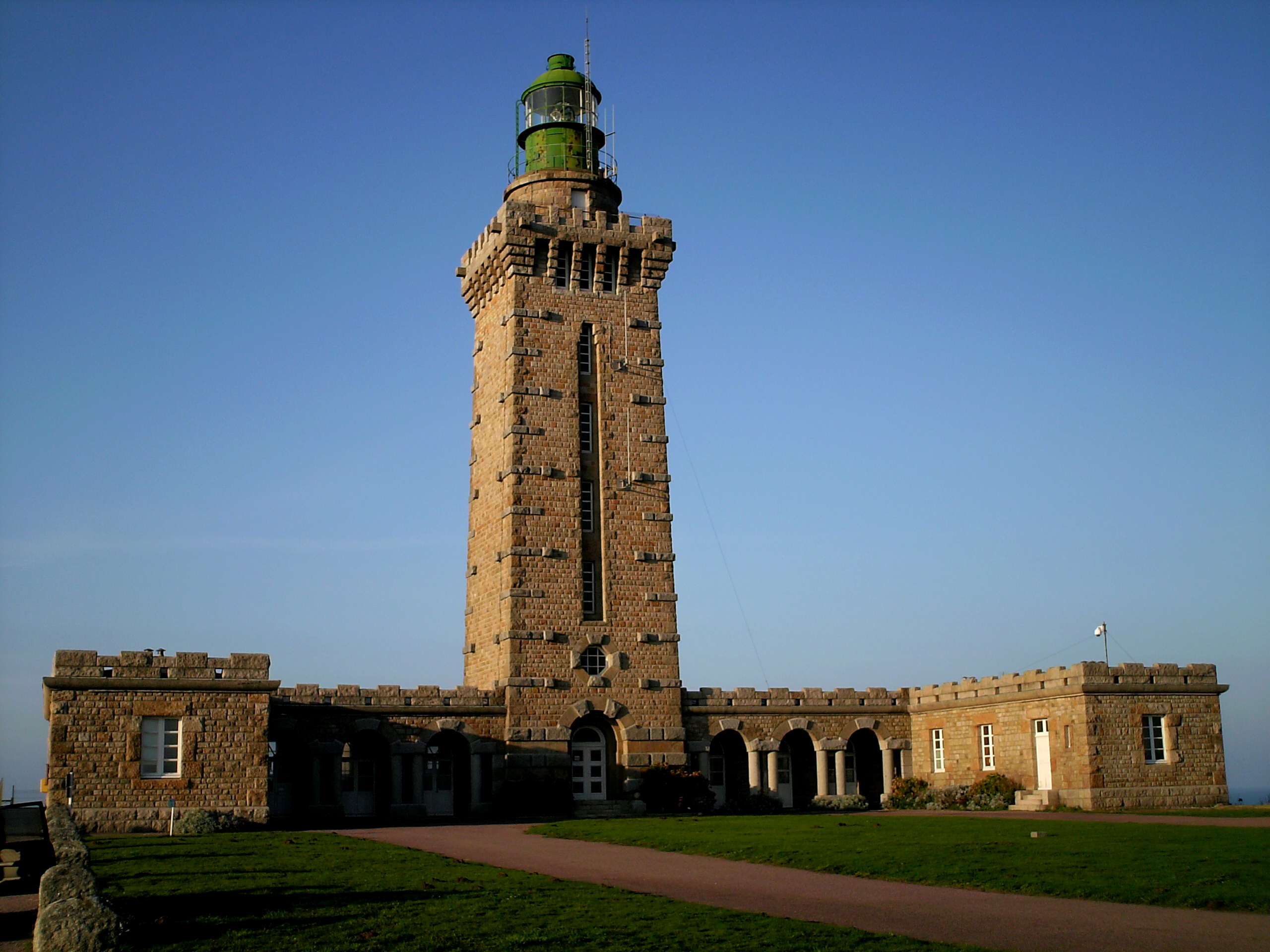
Phare actuel.

#### Caractéristiques du troisième phare
- Construction : 1946-1950
- Allumage : 1er juillet 1950
- Hauteur au-dessus de la mer : 67,70 m
- Hauteur : 32,85 m
- Hauteur de la focale : 29,60 m
- Description : tour carrée en maçonnerie de pierre de taille centrée à un bâtiment en forme de U
- Architecte : Yves Hémar
- Entreprise : Peniguel
- Fournisseur de granit : Eugène Cocheril (Carrière de Mégrit)

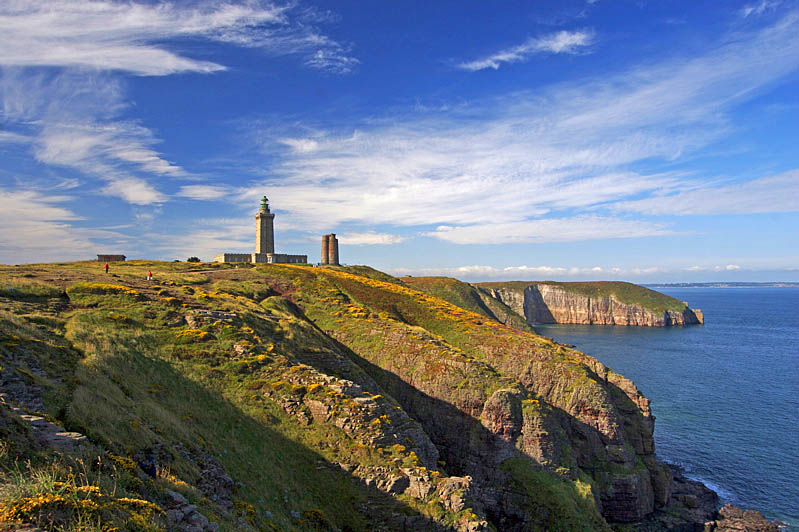
La pointe du cap Fréhel et ses phares.

### Autre phare

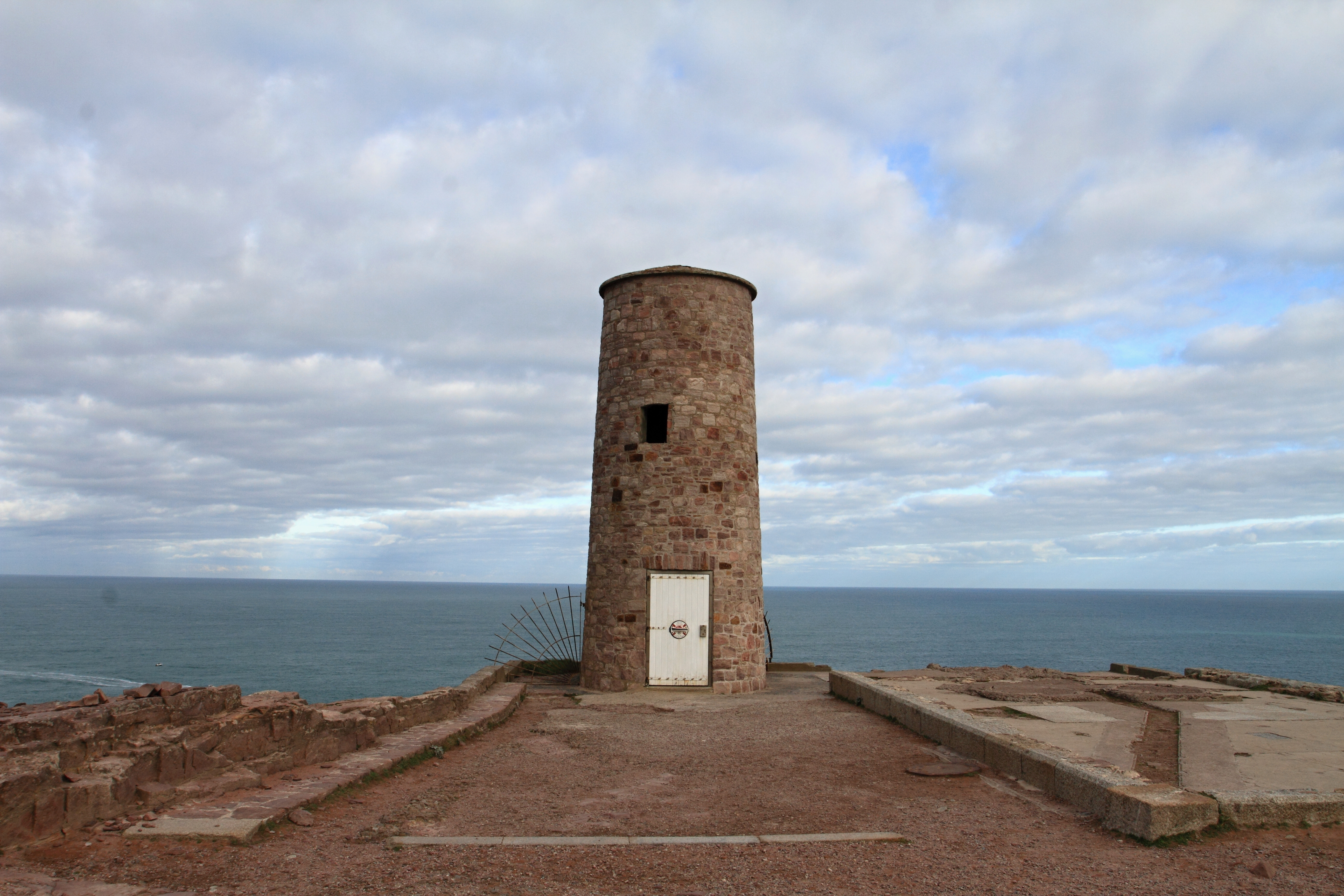

Un petit édifice est également construit tout au bout du cap, il s'agit de la sirène de brume.